# تتبع المنتج
تتبع المنتج يجعل من الممكن تتبع المنتجات من نقطة المنشأ إلى موقع البيع بالتجزئة حيث يتمّ شراؤها من قبل المستهلكين.
تتبع المنتج هو رابط هامّ في حماية الصحة العامة نظراً لأنّه يسمح لوكالات الصحة بسرعة ودقّة أكبر في تحديد مصدر الفواكه والخضار الملوثة الّتي يعتقد بأنّها سبب لتفشّي الأمراض المنقولة بالغذاء ،إخراجها من السوق، والاتصال بسلسلة التوريد.
نظراً لأنّ معظم الفواكه والخضار تؤكل نيئة، مصانع الإنتاج، من المزارع إلى البائع، تعمل بجدّ لحماية هذه الأطعمة من التلوّث. على الرّغم من الجهود الأفضل الّتي يبذلونها، المواد الغريبة يمكن أحياناً أن تلوّث المنتج في الحقل أو البستان ،أثناء التعبئة أو التحضير، أثناء النقل أو التخزين.
لأنّ أنظمة التتبع يمكن أن توفّر معلومات عن المصدر، الموقع، النقل، وظروف تخزين المنتج، إنّها تسمح أيضاً للمزارعين، المعبّئين، المجهّزين والموزّعين لتحديد العوامل الّتي تؤثّر على الجودة والتسليم.
بدءاً من عام 2008, صناعة توجيه الجهود لتحسين التتبع خلال كامل سلسلة توريد المنتجات تمّ إطلاقها كمبادرة تتبع المنتج.

## الاتجاهات في تفشّي الأمراض المرتبطة بالمنتجات
تحليل ل3500 حالة تسمم غذائي بين عامي 1990و2003 أظهر أنّ المنتجات الملوّثة كانت مسؤولة عن أكبر عدد من الأمراض المنقولة عن طريق الغذاء بين الأفراد.الدراسة، من قبل مركز العلوم في المصلحة العامة ،أظهرت أنّ المنتجات سبّبت 428 تفشّي و23857 حالة من المرض.
لاحظت السّلطات بأنّ عدة عوامل ساهمت في ازدياد حالات التفشّي :
- استهلاك كبير للفواكه والخضار الطازجة، وخاصّةً الفواكه والخضار المقطوعة.
- توزيع أوسع.
- إبلاغ إلكتروني محسّن عن حالات التفشي.
- السكّان الكبار في السن أكثر عرضة للإصابة بالأمراض المنقولة بالغذاء.
- على عكس اللحوم، الّتي يمكن التّخلص من البكتيريا بطهوها بطريقة صحيحة، المنتجات الطازجة غالباً ما يتمّ استهلاكها نيئة.[2]

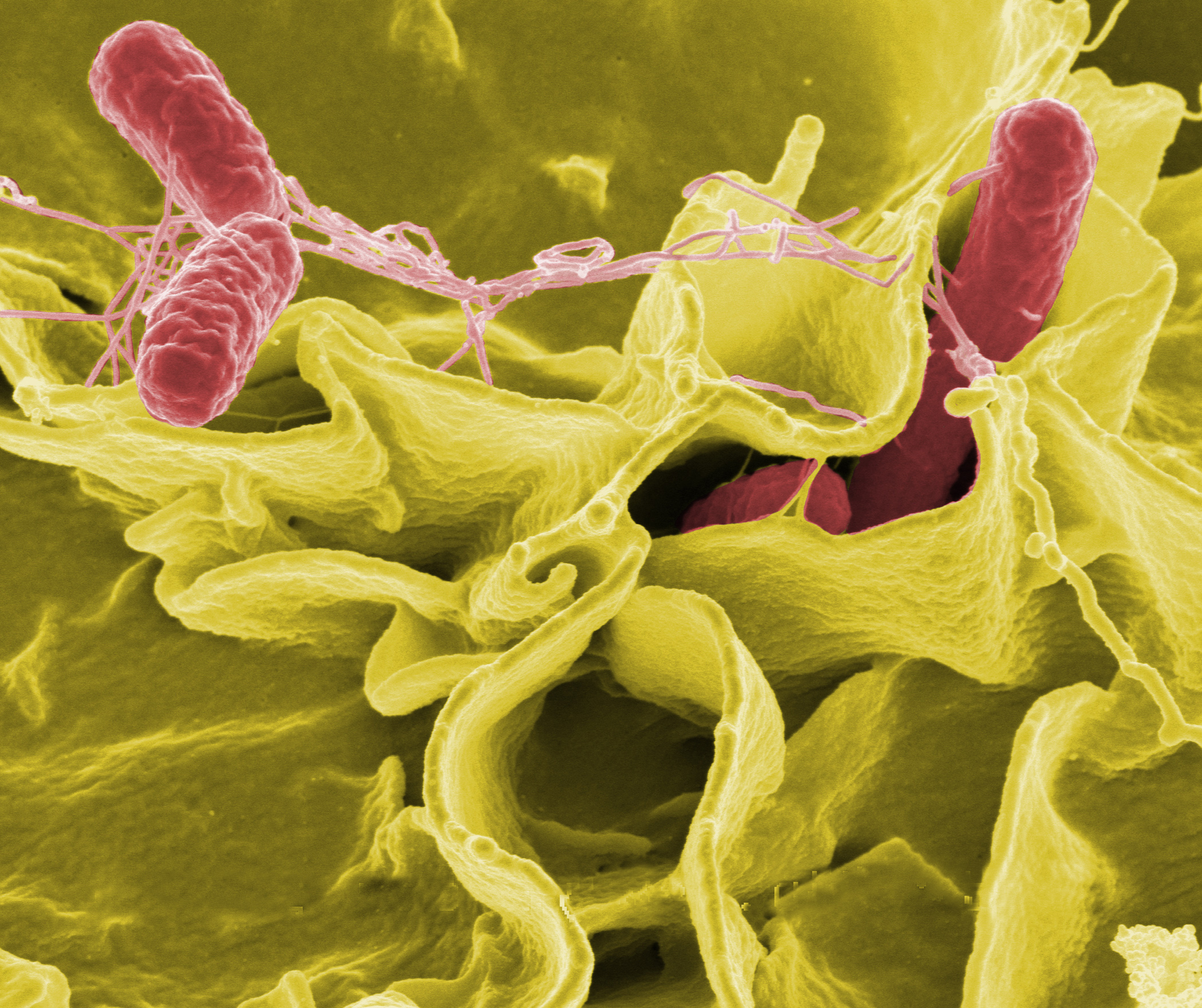
السلمونيلا هي مصدر شائع للأمراض المنقولة بالغذاء.

إدارة الغذاء والدواء الأمريكية لاحظت في عام 2007 أنّ تفشي التسمم الغذائي المرتبط بالفواكه والخضار هو في ارتفاع وأصاب السبانخ، البندورة، الخسّ والشمّام. حثّت الوكالة معالجين الفواكه والخضار لاعتماد خطط سلامة الغذاء مشابهة لتلك المستخدمة في صناعة اللحوم.
تفشّي سالمونيلا سانت باول في عام 2008 تمّ وصفه من قبل مركز مكافحة الأمراض الأمريكي كأكبر تفشّي للأمراض المنقولة بالغذاء في العَقد. حوالي 1304 شخص مصاب تمّ تحديدهم في 43 ولاية، على الأقلّ 252 نقلوا إلى المستشفى واثنين من الوفيّات محتمل أن تكون مرتبطة بالتفشّي. مركز مكافحة الأمراض لاحظ أنّ تتبع المنتجات الطازجة، مثل البندورة، خلال سلسلة التوريد يمكن أن يكون صعب جدّاً وبحاجة لعمل مكثّف. من المفارقات، المادة الناقلة تقرّر في النهاية أن تكون الفلفل الحارّ وليس البندورة.

## الفوائد
تتبع مادة خلال مختلف مراحل الإنتاج، التصنيع، التجهيز، التعبئة، النقل، البيع والاستهلاك ممارسة واسعة الانتشار في العالم اليوم.
المنتجون قد يطالبون المشترين بتسجيل ملكيّة المنتج لتسهيل الاستدعاء المستقبلي المحتمل لأسباب تتعلق بالسلامة أو تحقيق الضمان. مكتب البريد وشركات توصيل الشحنات تقوم باستخدام واسع الانتشار لتتبع الشحنات من الشاحنة الصغيرة إلى التسليم، حتى
إلى وجهات في الجانب الآخر من العالم.
بعض أغلب الفوائد المعروفة للتتبع هي:
- القدرة على تحديد منشأ منتج، مكوّن أو عنصر.
- تبسيط حلّ المشكلة في حالة المنتج المعيب أو الملوّث، المكوّن أو العنصر.
- السماح للقضايا أن يتمّ تحديدها بسرعة أكبر، احتوائها وحلّها.
- الحدّ من الخسائر وتخفيض التكاليف.
- حماية الصحة والسلامة العامّة.
- بناء الأمانة والثقة في المنتجات المتأثّرة، الشركات أو الأنظمة.
- إثبات أنّ المنتجات تنمو محلياً.[6]
- تحسين كفاءات العمل للمزارعين، المعبئين والشاحنين.[7]

## مبادرات الصناعة الطوعية
في عام 1930, روّاد صناعة المنتجات تبنّوا القوانين المطالبة بطريق داخلي للمحاسبة بين المشترين والبائعين على طول سلسلة تسويق المنتجات بأكملها.هذا القانون، قانون السلع الزراعية القابلة للتلف (PACA) لعام 1930,وضع الأساس للتتبع الأساسي. في الآونة الأخيرة، قانون الإرهاب الحيوي لعام 2002 طالب شركات المواد الغذائية بأن تحافظ على السجلّات الّتي يمكن تتبعها في سلسلة توريد المنتجات (بمعنى آخر.خطوة إلى الأمام وخطوة إلى الوراء). بناءً على هذه السجلات، العديد من المنظّمات في سلسلة توزيع المنتجات الطازجة حافظت لمدّة طويلة على القدرة لتتبع المنتجات داخل مؤسساتهم. بعبارة بسيطة، إنّهم يعرفون من أين حصلوا عليها وأين أرسلوها، لكن مع المنتجات الّتي قد تتحرّك خلال الأطراف المتعددة الّذين قد يحوّلونهم أو يتداولونهم، في محاولة للاتصال بالعديد من الروابط بسرعة في وقت الأزمات هو التحدّي.
منذ نحو 30عاماً، أنشأ المصنّعين وتجار التجزئة منظّمة تدعى GS1 (المعايير والحلول العالمية) لتحسين كفاءة توزيع الغذاء والسلع الاستهلاكية إلى الأسواق المركزية. اليوم GS1 هي منظمة عالمية رائدة مكرّسة لتصميم وتنفيذ المعايير والحلول العالمية لتحسين كفاءة ووضوح سلاسل التوريد والطلب عالميّاً وفي مختلف القطاعات. واحد من برامجها العديدة كان لتطوير الباركود المألوف الآن على المنتجات الّتي يمكن مسحها ضوئياً عند المغادرة من قبل البائعين.
معايير GS1 الدولية ستزوّد المؤسسة بمبادرة تتبع المنتجات.
الشاحنون المتعدّدون، الموزّعون والبائعون في صناعة المنتجات أيّدوا مبادرة تتبع المنتجات لتشجيع اعتماد تتبع سلسلة بأكملها. الجمعيات المساندة للمبادرة تتضمّن جمعية المنتجات الطازجة المتحدة (المتحدة الطازجة) ،جمعية تسويق المنتجات الكنديّة (CPMA) وجمعية تسويق المنتجات (PMA). برامج التتبع على كلا الصعيدين الداخلي والخارجي هي لازمة من أجل تتبع وتعقب فعّال للمنتج أعلى وأدنى سلسلة التوريد، محققة تتبع كامل سلسلة التوريد. في الوقت الحاضر، معظم الشركات لديها برامج تتبع داخلية لكن ليس لديها برامج تتبع خارجية.مبادرة تتبع المنتجات حددت خطة عمل من ست خطوات لتحقيق اعتماد سلسلة واسعة من التتبع الإلكتروني لكل حالة إنتاج بحلول عام 2012. في الوقت نفسه، تقوم الشركات بوضع تقنيات عملية الّتي سوف تدعم مبادرة تتبع المنتجات.

## مسائل تشريعية وتنظيمية
تتبع المواد الغذائية مطلوب قانونياً في الاتحاد الأوروبي (قانون 178/2002).
في الولايات المتحدة، وكالات حكومية مختلفة أشرفت أو سيطرت تنظيمياً على جوانب مختلفة من إنتاج، تجهيز وتوزيع الفواكه الطازجة والمنتجات. هذا يتضمّن وزارة الزراعة الأمريكية، إدارة الغذاء والدواء الأمريكية ومركز مكافحة الأمراض واتقائها.بعض الوكالات دفعت لوكالة سلامة غذائية وحيدة، تحسينات على المزرعة والإبلاغ المحسّن مراقبة حالات تفشّي لأمراض المنقولة بالغذاء.
مشروع قانون تعزيز سلامة الغذاء لعام 2009 تمّ تقديمه في 27أيار ,2009, في مجلس النواب الأمريكي.إنّه سيوسّع سلطة إدارة الغذاء والدواء، يطلب التسجيل من مصنّعي ومعالجي المواد الغذائية، ينظّم زراعة وحصاد المحاصيل وإجراءات أخرى.
بعد جلسات اللجنة والتعديل الشامل، مشروع القانون (HR2749) أقرّه مجلس النواب في 30 تموز,2009. HR2749 لا يؤيّد مبادرة تتبع المنتجات بشكل محدّد، أو يصف أسلوب التتبع أو المنهجية، لكن بدلاً من ذلك القسم 107 يدعو لإنشاء تعليمات نظام التتبع الّتي تتضمن:
1. إنشاء وصيانة العديد من القطع;
2. صيغة موحدة للمعلومات الأصلية;و
3. استخدام التسميات المشتركة للغذاء

بهدف التعرّف على كل شخص يزرع، ينتج، يصنّع، يعالج، يعبّئ، ينقل، يحمل، أو يبيع المواد الغذائية في فترة زمنيّة قصيرة ممكن استخدامه لكن ليس أكثر من يومي عمل.
الإجراء ينتظر البحث فيه في المجلس الأعلى.
بالتوازي، البيت الأبيض أحدث فريق عمل للسلامة الغذائية  الّذي أصدر بياناً يدعو لنظام تتبع وطني الّذي سوف سيعزّز تتبع المواد الغذائية جميعها، لكن دون تأييد نهج معيّن على وجه التحديد.

## التقنية
كشف ترددات الراديو والشفرات الخيطية هما طريقتان تقنيتان شائعتان تستخدمان لتقديم التتبع.

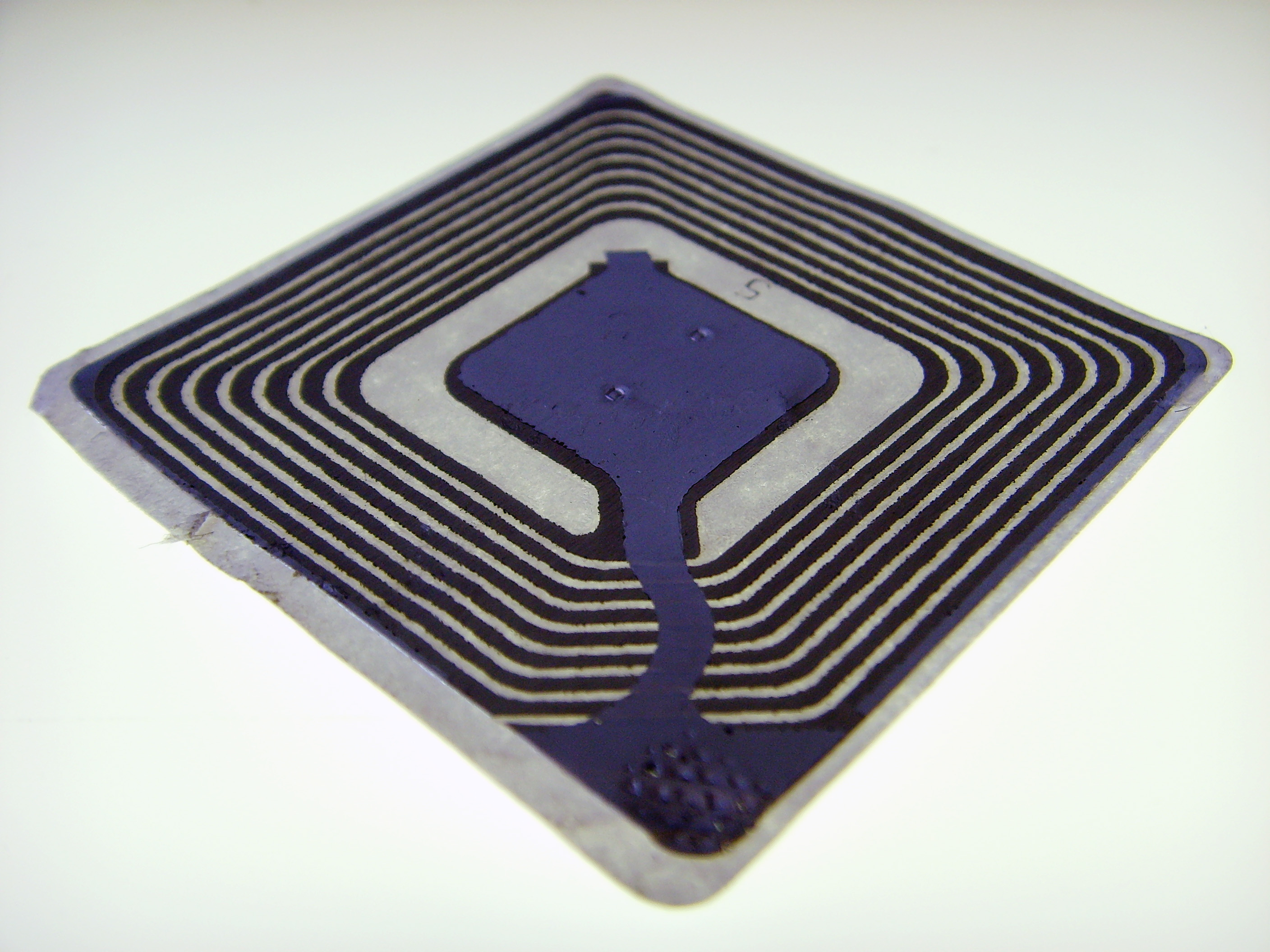
مثال لرقاقة كشف ترددات الراديو العامة.

كشف ترددات الراديو يستخدم غالباً مع حلول التعقب والتتبع، ولها دور حاسم في سلاسل التوريد.كشف ترددات الراديو هي تقنية تحمل رمز، ويمكن استخدامها عوضاً عن الشفرات الخيطية لتمكّن من رؤية وقراءة الرموز الغير خطيّة. الانتشار الواسع لكشف ترددات الراديو تمّ منعه بسبب قيود تقنيّة معيّنة : كلفة البطاقة، إمكانية قراءة البطاقة، وقضايا تتعلق بالسريّة. تكلفة بطاقات كشف ترددات الراديو حدّدت حالياً مبرراتهم الاقتصادية لوضع علامات مستوى العنصر أو علامات مستوى الحالة في صناعة المنتج. قراءة بطاقات كشف ترددات الراديو تتطلّب معدّات متخصصة مما يحدّ من فائدتها للمستهلكين اليوم. توجيه المنتجات، كثافة التعبئة والمواد (لا سيما الماء، الّذي هو الغالب في الإنتاج)يمكن أن يكون له تأثير ضار هام على قدرة قراءة البطاقات السلبية. أخيراً، الاستعمال واسع الانتشار لبطاقات كشف ترددات الراديو على السلع الاستهلاكية من المتوقّع أن تكون مثيرة للجدل حتى يصبح ممكناً إرضاء مخاوف السرية.

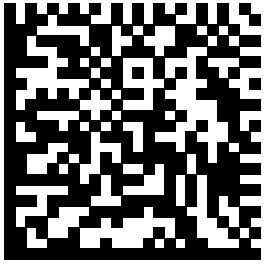
بعض صانعي تتبع المنتجات يستخدمون مصفوفة الشفرات الخيطية لتسجيل البيانات على منتج معين.

التشفير الخيطي هي طريقة شائعة ومربحة تستخدم لتطبيق التتبع على كلا مستويي العنصر والحالة. البيانات المتغيّرة في الشفرة الخيطية أو صيغة الرمز العددية أو الحرفية يمكن تطبيقها في التعبئة أو التسمية. البيانات الآمنة يمكن استخدامها كمؤشّر لمعلومات التتبع ويمكن أيضاً ربطها ببيانات الإنتاج مثل وقت التسويق وجودة المنتج.
محوّلوا التعبئة لديهم اختيار من ثلاثة خيارات مختلفة من التقنيات لطباعة الشفرات الخيطية:
- النافثة للحبر (تنقيط عند الطلب أو باستمرار) أنظمة قادرة على الطباعة بدقة عالية (300 dpi أو أعلى للتنقيط عند الطلب) الصور في السرعة القصوى (تصل إلى 1000fpm). هذه الحلول يمكن نشرها إما في الصحافة أو خارجها. شركات مثل دومينو، ماركم، فيديوجت وEFI/جيتريون تقدّم هذه التقنيات
- التأشير بالليزر يمكن استخدامه لإزالة طلاء أو لتسبب تغير لوني في مواد معينة. ميزة الليزر هي التفاصيل الدقيقة والسرعة العالية لطباعة الحرف، وليست استهلاكية. ليس كل الركائز تقبل تأشير الليزر، وألوان محددة (مثل الأحمر)ليست مناسبة لقراءة الشفرة الخيطية.

النقل الحراري والحرارة المباشرة. للتطبيقات خارج الصحافة منخفضة السرعة، طابعات النقل الحراري والحرارة المباشرة مثالية لطباعة البيانات المتغيرة على الملصقات.شركات مثل تقنية كارلايل تقدّم هذه التقنيات.
أنظمة البرامج متاحة لإدارة التتبع خلال كامل أنظمة الإنتاج، التجهيز، التسويق والتوزيع.
بعض أنظمة البرمجيات هذه مثل منتجات باك  الّتي تجمع وحدات برامج متعدّدة سامحةً للمنتِج بالتقاط معلومات التتبع من جميع نشاطات الزراعة، التجهيز والتعبئة.
الاستفادة من التطورات الجديدة في تكنولوجيا الهاتف النقال، والعلامات التجارية الغذائية تتضمن الآن التراسل عبر الهاتف النقال ورموز QR على ملصقات المنتجات. المستهلكين يمكنهم كتابة أو إجراء مسح ضوئي للشفرة الخيطية بالهواتف الذكية من أجل استرجاع فوري لمعلومات المنتج. شركة فودلوجيك أصدرت حل التراسل بالهاتف النقال الّذي يوفّر معلومات التتبع والعلامات التجارية عن المنتجات للمستهلكين عبر هواتفهم النقالة. يوتا مارك أعلن أيضاً عن توافر تطبيق التتبع هارفست مارك لهواتف الجيل الأول الّذي يستخدم كاميرا الهاتف لأداء التتبع.
يمكن للمستهلكين أيضاً أصل المنتجات التي اشتروها في موقع مثل www.traceproduce.com و.QTrace 
يمكن للمستهلكين طباعة رمز وجدوه على مادة منتج في صندوق البحث على موقع التتبع وإظهار معلومات عن المزارع، الحقل، وعملية التعبئة الّتي أتى منها المنتج.